# 塔斯尼萊克斯 (密蘇里州)
塔斯尼萊克斯（英語：Tarsney Lakes）是位於美國密蘇里州傑克遜縣的普查規定居民點。

## 人口
根據2020年美國人口普查的數據，塔斯尼萊克斯的面積為0.92平方千米，當中陸地面積為0.79平方千米，而水域面積為0.13平方千米。當地共有人口250人，而人口密度為每平方千米271.74人。